# Royuela
Royuela ist ein Ort und eine Gemeinde (municipio) mit 225 Einwohnern (Stand: 2024) im Südwesten  der Provinz Teruel in der Autonomen Region Aragonien im östlichen Zentralspanien.

## Lage und Klima
Royuela liegt im Süden des Iberischen Gebirges etwa 38 km (Fahrtstrecke) westlich der Stadt Teruel in einer Höhe von ca. 1215 m. Das Klima ist gemäßigt bis warm; Regen (ca. 550 mm/Jahr) fällt übers Jahr verteilt.

## Bevölkerungsentwicklung
| Jahr      | 1970 | 1981 | 1991 | 2001 | 2011 | 2021 |
| Einwohner | 405  | 290  | 246  | 230  | 243  | 212  |

Die Mechanisierung der Landwirtschaft sowie die Aufgabe bäuerlicher Kleinbetriebe und der daraus resultierende Verlust an Arbeitsplätzen haben in der zweiten Hälfte des 20. Jahrhunderts zu einem deutlichen Bevölkerungsrückgang (Landflucht) geführt.

## Sehenswürdigkeiten

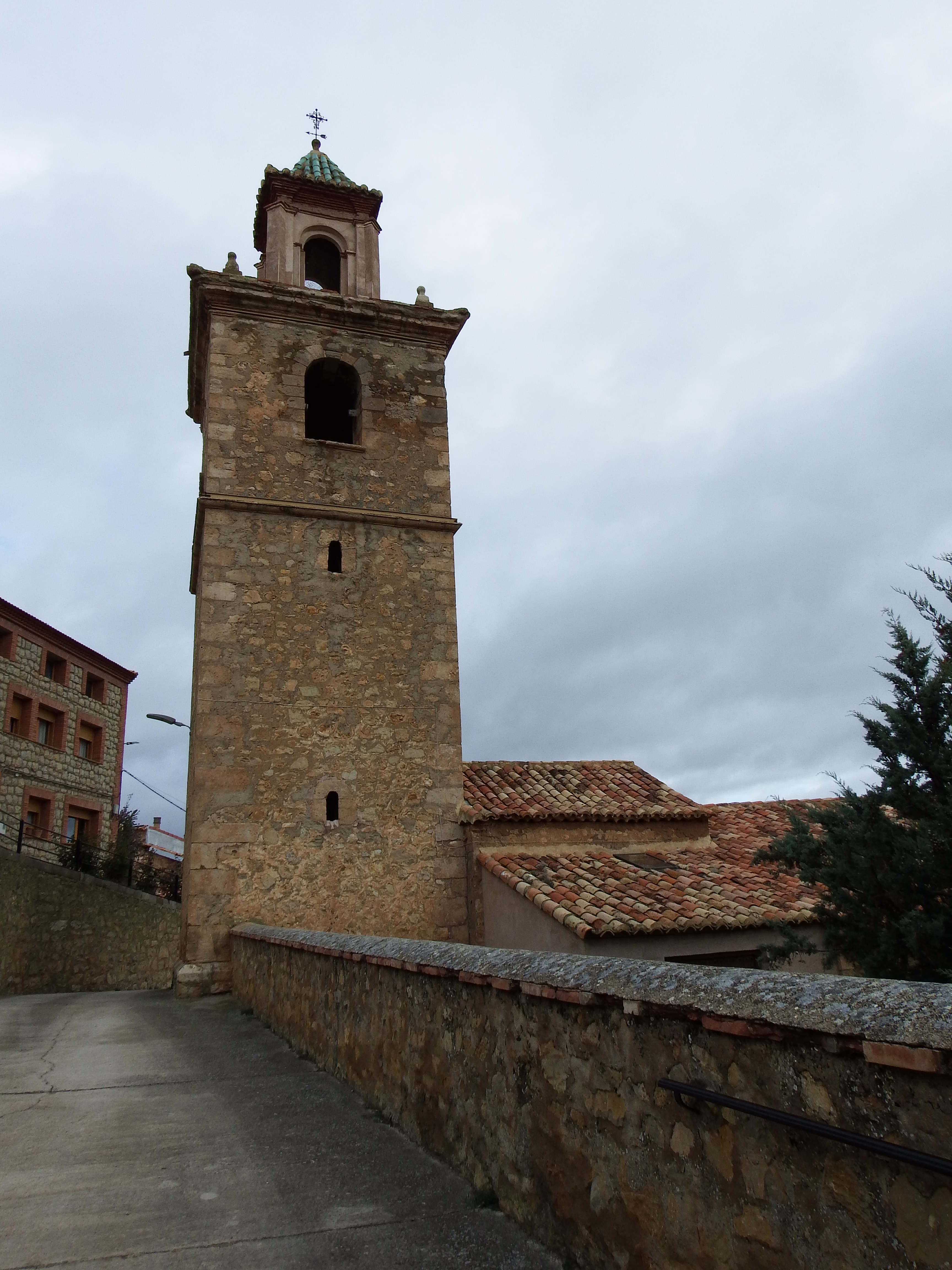
Bartholomäuskirche
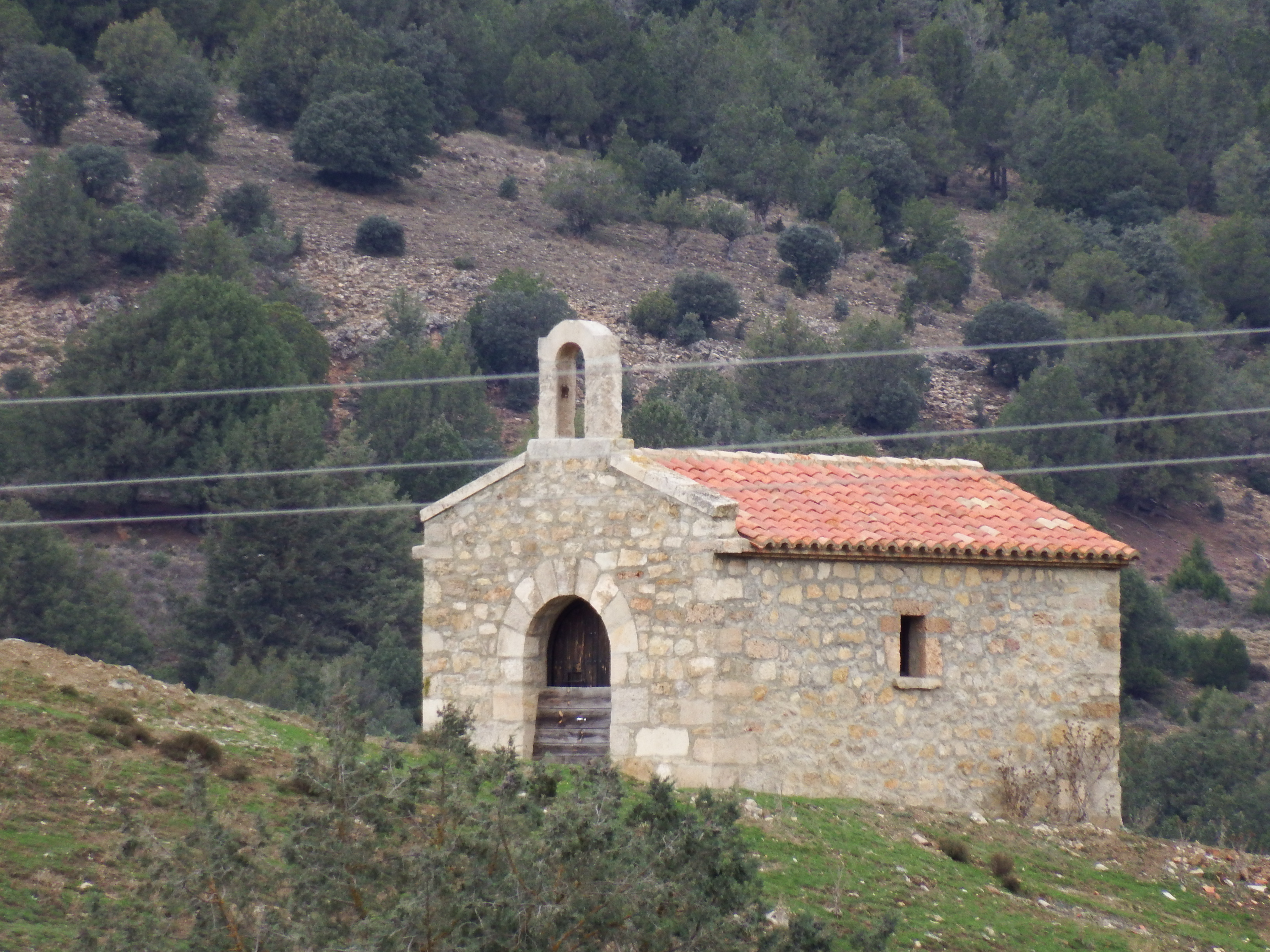
Luzienkapelle
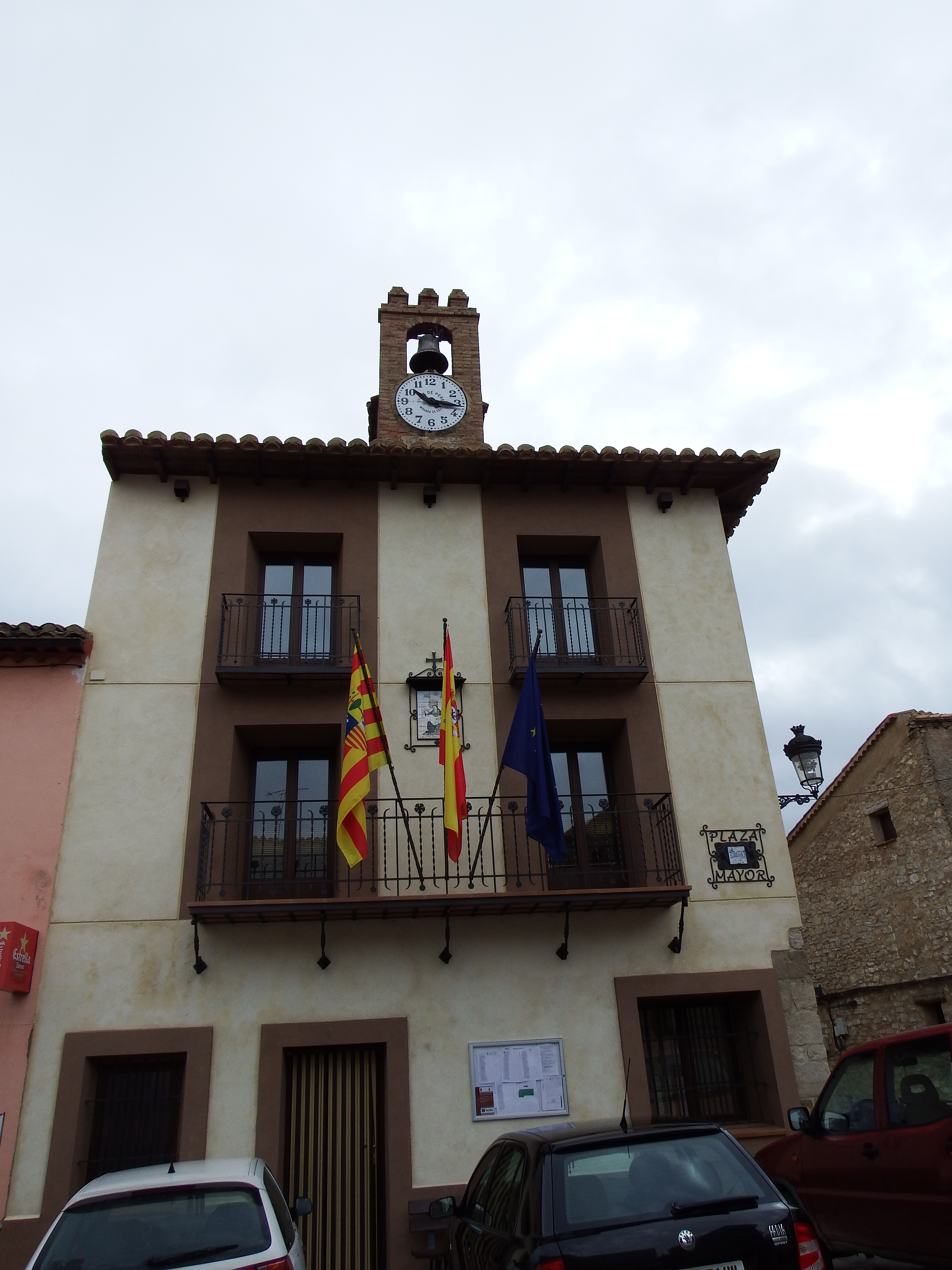
Rathaus

- Bartholomäuskirche
- Luzienkapelle
- Rathaus